# Ahorn (Austria)
Ahorn è un comune austriaco di 497 abitanti nel distretto di Rohrbach, in Alta Austria.